# Georges Bardanès
Georges Bardanès (en grec Γεώργιος Βαρδάνης ; né à la fin du XIIe siècle à Athènes, mort vers 1240) fut un homme d’Église (métropolite et théologien) et écrivain. Élève et protégé de Michel Choniatès, il devint métropolite de Corfou. Avec Michel Choniatès et Jean Apokaukos, métropolite de Naupacte, il appuya le despote Théodore Ier Ange Doukas Comnène dans ses entreprises visant à affirmer l’indépendance du despotat d’Épire, notamment au cours du schisme qui opposa l’Église d’Épire et le Patriarcat œcuménique exilé dans l’Empire de Nicée. Ses nombreuses lettres sont une source précieuse d’information sur l’évolution du despotat ; il est également l'auteur de divers poèmes et de pièces polémiques contre les Latins.

## Sa vie
Georges Bardanès naquit à Athènes vers la fin du XIIe siècle. Il était fils de l’un des suffragants de Michel Choniatès (aussi appelé « Acominatus »), archevêque de la ville, lequel prit le jeune homme sous sa protection et le fit entrer dans le clergé local,.
Lorsqu’Athènes fut capturée par les croisés en 1205, Bardanès suivit son maitre et ami sur l’île de Keos, lui servant de secrétaire et de conservateur des archives (hypomnematographos et chartophylaxe). En 1214, Choniatès l’envoya à Constantinople, capitale de l’Empire latin, pour des discussions entre les prélats grecs orthodoxes et le représentant du pape, le cardinal Pélage d’Albano. Bardanès ne rentra pas directement à Keos, mais se rendit à Nicée où Théodore Laskaris avait invité Choniatès à venir résider. Ce dernier ne voulut pas quitter ses fidèles mais espérait voir Bardanès entrer au service du patriarche Manuel Ier. Ceci ne se produisit pas et Bardanès retourna à Keos.
Peu avant sa mort, Choniatès alla s’installer en Épire où Jean Apokaukos était métropolite de Naupacte. En 1218, on retrouve Bardanès évêque du diocèse de Grevena en Épire avant d’être nommé l’année suivante par Apokaukos métropolite de Corfou (Kerkyra) avec l’approbation du despote, Théodore Ange, et de Michel Choniatès, mais sans en référer au patriarche Manuel Ier, ce qui fait ultérieurement planer des doutes sur la régularité de son intronisation,. À partir de cette date, trois ecclésiastiques vont appuyer jusqu’en 1233 les ambitions de restauration du despote et l’indépendance de l’Église d’Épire face à l’Empire de Nicée : Jean Apokaukos, métropolite de Naupacte, Démétrios Chomatènos, archevêque d’Ohrid, et Georges Bardanès. Le couronnement du despote à Thessalonique en 1228 par l’archevêque d’Ohrid comme « basileus » avait déjà provoqué la colère du patriarche Germain II, nommé « patriarche œcuménique » par l’empereur Jean III Vatatzès à Nicée ; il y avait ainsi deux empires et deux Églises briguant la succession de l’Empire byzantin.
La même année, Bardanès écrivit une lettre au nom du clergé épirote au patriarche Germain II qui consacrait le schisme existant entre les deux Églises. Contrairement à Démétrios Chomatènos qui soutenait que la fin de l’Empire de Constantinople signifiait aussi la fin du patriarcat œcuménique, Bardanès plaidait que la fin de l’unité politique ne devait pas nécessairement signifier la fin de l’unité religieuse des orthodoxes. Il suffisait pour ce faire que le patriarche de Nicée continuât à exercer une présidence honoraire sur les autres évêques orthodoxes, sans pour autant s’immiscer dans les affaires de leurs diocèses respectifs :

« Que chacun de nous s’engage dans cette voie, se contentant de sa propre Sparte et se satisfaisant de son sort, sans convoiter des yeux les autres extrémités de la terre, mais vivant avec satisfaction dans l’amour fraternel, craignant Dieu et rendant chacun hommage à son propre souverain. »

Le schisme devait se poursuivre jusqu’en 1233. Théodore Ange menaça même, face à l’intransigeance de Nicée, d’entreprendre des négociations avec Rome en vue d’un éventuel retour de l’Église d’Épire dans le giron romain. Bardanès dut à de nombreuses reprises aller rencontrer le despote pour qu’il n’en fît rien. La menace politique d’une réunification avec l’Église de Rome ainsi que la défaite militaire de Klokotnica en 1230, qui affaiblit considérablement le despotat au profit des Bulgares, modéra les prétentions des Épirotes, et les évêques se rallièrent progressivement au patriarche de Nicée, si bien qu’il échut de nouveau à Bardanès de composer en 1233 la lettre au patriarche qui mit un terme à ce schisme.
La réputation de Bardanès comme diplomate de talent s’étendait également au domaine des relations internationales. En 1231 et plus tard en 1235, Il fut envoyé en Italie pour conduire une ambassade auprès de Frédéric II de Hohenstaufen et du pape Grégoire IX. À son retour d’Italie, il trouva Corfou assiégée par Michel II Doukas, lequel, après un exil à la mort de son père, était revenu en Épire et était en lutte avec ses frères Constantin, qui avait hérité de l’Acarmanie, et Manuel, empereur de Thessalonique dont relevait théoriquement Corfou. Prenant la tête de la résistance, Bardanès fit refaire les citernes de la ville et mettre les fortifications en état. Toutefois, la ville fut cédée sans consulter les habitants. Bardanès écrivit alors au nouveau souverain pour l’avertir que si ses agents faisaient mine d’opprimer la ville, les habitants sauraient lui résister.

## Son œuvre
L’œuvre littéraire de Georges Bardanès consiste principalement dans les nombreuses lettres qu’il écrivit aux personnalités politiques et religieuses de son époque, sources précieuses d’information sur cette période, lettres dont Michel Choniatès, l’ancien tuteur, louait l’élégance du style et la clarté d’exposition, sans s’empêcher toutefois de corriger certaines fautes de style.
Parmi ces lettres, on note particulièrement celles échangées entre lui-même et Jean Apokaukos, métropolite de Naupacte, sur divers problèmes juridiques soulevés dans leurs archidiocèses respectifs. Avec la chute de Constantinople aux mains des croisés, les tribunaux ecclésiastiques prirent, dans les territoires non occupés par les Latins, une importance qu’ils n’avaient pas auparavant en raison de l’impossibilité d’en appeler de leur verdict à Constantinople. Les écrits des prélats dépassent dès lors le cadre de simples rapports administratifs sur l’état de leurs diocèses ; ils disent le droit, notamment dans le domaine de la famille (divorce, mariage consanguin, etc.), ou dans les litiges opposant fréquemment propriétés religieuses et pouvoir civil ou entre divers membres du clergé (notamment les moines) et les évêques.
Outre ses lettres et de nombreux poèmes iambiques, Georges Bardanès est l’auteur de pièces polémiques contre les Latins, notamment sur la question du « purgatoire » (1231), un concept étranger à l’Église orthodoxe avant la conquête latine et dont le nom même n’existait pas en grec (Bardanès utilise la périphrase « lieu de purification ») ; Bardanès trouvait cette notion troublante, ne fût-ce que parce qu’il s’agissait d’une innovation et qu’il n’existait pas de référence sur lesquelles se guider,.